# 井上光俊
井上 光俊（いのうえ みつとし）は、戦国時代から安土桃山時代にかけての武将。毛利氏の家臣。

## 生涯
明応9年（1500年）、毛利氏の家臣・井上勝光の四男として生まれる。
光俊は毛利興元、幸松丸、元就、隆元の四代に仕え、永正13年（1516年）5月3日の宍戸氏攻めをはじめ、永正14年（1517年）10月22日の有田中井手の戦い、天文9年（1540年）から天文10年（1541年）にかけての吉田郡山城の戦いなどに参加して武功を立て、それぞれ感状を与えられた。また、天文18年（1549年）5月に元就が山口で病に伏せった時には、光俊がその看病に当たっている。
天文19年（1550年）、毛利元就の命により、甥の井上元兼をはじめとした安芸井上氏の一族30余名が誅殺されたが光俊は粛清を免れており、翌天文20年（1551年）9月4日の安芸国高屋頭崎城の平賀隆保攻めに参加して手柄を立て、元就・隆元連署の感状を与えられた。
天正3年（1575年）に76歳で死去。嫡子の元治が後を継いだ。